# 天麻
天麻，又名赤箭、離母、煨天麻、鬼督郵、神草、独摇芝、赤箭脂、定风草、合离草、独摇、自动草、水洋芋、明天麻等，为兰科天麻属植物，种加词elata意为“高的”，所以又翻為高赤箭。

## 形态

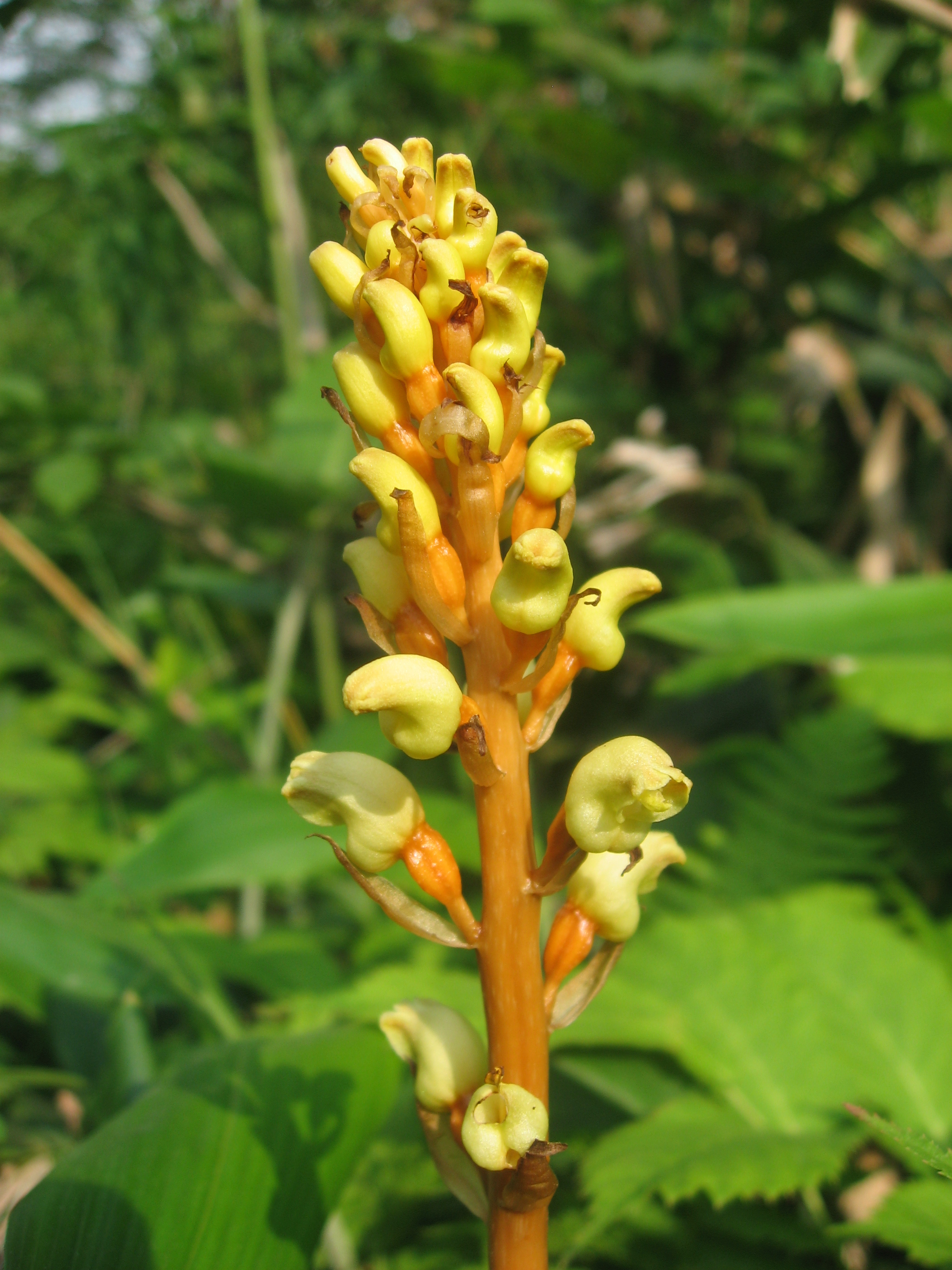
花序近观

天麻为多年生腐生直立草本，地下根状茎成块茎状，长8－12厘米，直径3－5厘米，最大可达7厘米，椭圆形，表面多麻点、皱纹和轮节。茎直立，高0.3－1米，最大者可达2米，橙黄色、黄褐色、灰褐色或蓝绿色，圆柱形，无绿叶，叶鱗片状，互生，膜質，下部鞘状抱茎。
花淡黄绿或橙红色，茎顶生20－50朵，总状花序，长5－30厘米，最长可达50厘米，开花顺序从下自上。花苞片膜质，长披针形，长1－1.5厘米；花梗和子房长0.7－1.2厘米，略短於花苞片；花扭转，橙黄、淡黄、蓝绿或黄白色，近乎直立；萼片与花瓣合生成斜壶状花被筒，花被筒长约1厘米，直径5－7毫米，口部斜形，顶端5裂，两侧萼片合生处裂深达5毫米；外轮裂片为离生萼片，三角卵形，先端钝；内轮裂片为离生花瓣，长圆形，较小；唇瓣白色，长卵圆形，长6－7毫米，宽3－4毫米，先端3裂，基部贴紧蕊柱足末端，具一对肉质胼胝体，胼胝体连接花被筒内部，上部离生，具乳突，边缘具不规则深齿；蕊柱长5－7毫米，具短蕊柱足，子房下位，倒卵形，子房柄扭转，柱头3裂；花药较大，近顶生，花粉团2个，粒粉质，由可分的小团块组成，无花粉团柄和粘盘。由於天麻远看似一支赤色的箭，故又名赤箭。
蒴果每株约30枚，长圆形或倒卵形，长1.2－1.8厘米，宽8－9毫米。种子多数，2－4万粒每果，极小，粉末状。花期6－7月，果期7－8月。

### 变型
天麻共分5个变型，分别是原变型红天麻（Gastrodia elata f. elata）、乌天麻（Gastrodia elata f. glauca S.Chow (1983)）、绿天麻（Gastrodia elata f. viridis (Makino) Makino (1940)）、黄天麻（Gastrodia elata f. flavida S.Chow (1983)）、松天麻（Gastrodia elata f. alba S.Chow (1983)），这几个变型的划分主要是由周铉确定的。
红天麻又名水红秆天麻，株高1.5－2米，根状茎棒槌形或哑铃型，最重达1千克，含水量达85%，茎橙红色，花浅薑黄色，略带淡绿色，花期4－5月，分布於黄河流域与长江流域；绿天麻又名青天麻，株高1－1.5米，根状茎椭圆形或倒圆锥形，节较密，最重达0.6千克，含水量达70%，茎淡蓝绿色，花淡蓝绿或白色，较为少见，花期6－7月，分布於中国东北至西南各省；乌天麻又名铁杆天麻，株高1.5－2米，或者更高，根状茎椭圆形或卵圆型，节较密，最长可达15厘米或更长，最重达0.8千克，含水量达60－70%，茎灰褐色，花蓝绿色，花期6－7月，果实形状不同於其他品种，为棱形或倒楔形，分布於云南东北部至西北部、贵州西部；黄天麻又名草天麻，株高1米或以上，根状茎长椭卵形，最重达0.5千克，含水量达约80%，幼嫩茎淡黄绿色，成熟茎淡黄色，花淡黄色，花期4－5月，分布於云南东北部、贵州西部、河南、湖北；松天麻株高约1米，根状茎梭形或圆柱形，含水量达90%以上，茎微黄色，花淡黄或白色，花期4－5月，常见於松栎林下，分布於云南西北部。在这几种天麻中，红天麻种子发芽率和产量高，适应性和耐旱性强，乌天麻块茎繁殖率、种子发芽率和产量均较低，但含水量低，干品质量好，因此红天麻和乌天麻均是较常栽培的优良品种，其中红天麻栽培最为广泛，而绿天麻品质虽好，但较为稀少。

## 分布
分布於尼泊尔、不丹、印度、日本（北海道、本州、四国、九州）、朝鲜、西伯利亚、台湾以及中国大陆的吉林、辽宁、内蒙古、河北、山西、陕西、甘肃、江苏、安徽、浙江、江西、河南、湖南、湖北、四川、贵州、云南、西藏等地，生长於海拔400－3200米的地区，多见於疏林下、林中空地、林缘、灌丛边缘。天麻的根状茎为珍贵的中药材，目前已由人工广泛栽培。

## 腐生习性

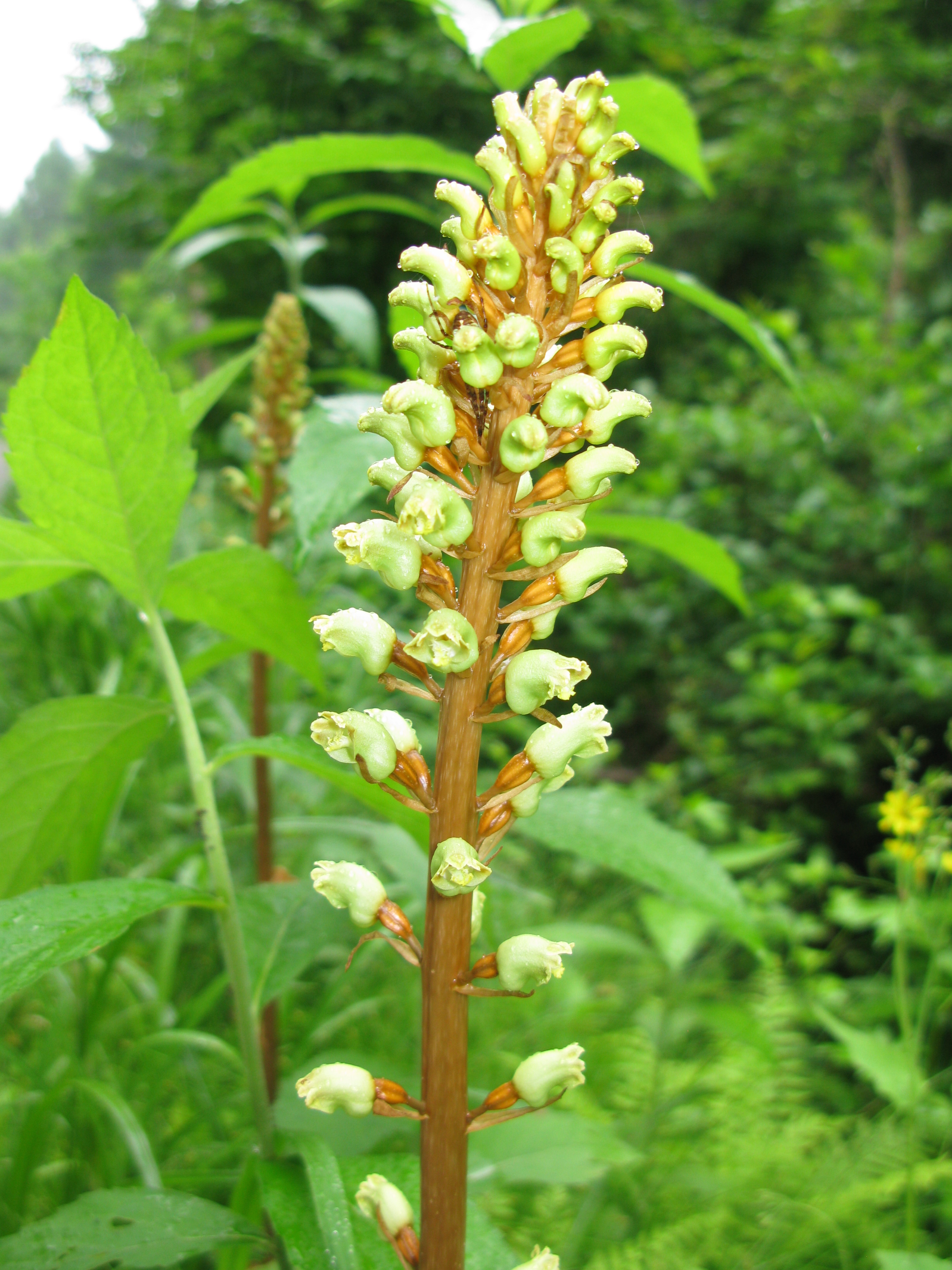
天麻花序

天麻是菌異營植物，需与蜜環菌（Armillaria mellea）等木腐菌共生，因为其无根和绿叶，自身不含叶绿素，不能进行光合作用，只能靠分泌溶菌酶来消化蜜環菌菌丝，以吸收营养。蜜环菌从根状茎的表皮细胞侵入，但表皮层和中柱层之间有一个隔离抑菌区，称为空腔细胞区，阻止了菌丝的继续侵入，而且天麻含有天麻抗真菌蛋白（Gastrodia anti-fungal protein, GAFP, gastrodianin），这种蛋白在蜜环菌等真菌侵染时能积累於根状茎的表皮细胞，对它们的侵染产生强烈的抑制作用，这样根状茎就不会腐烂，天麻就能很好的利用侵入表皮深层的蜜环菌菌丝来摄取营养。由於GAFP能强烈抑制多种真菌的生长，其基因已被克隆并转入农作物中进行研究，以增强作物的抗真菌特性。
天麻的无性繁殖通过营养繁殖来实现，首先根状茎会长出营养繁殖茎（俗称天麻脖子），之後营养繁殖茎上会长出新的小根状茎（新生麻）。冬季时，天麻营养消耗殆尽，已经没有能力消化蜜环菌，但此时蜜环菌仍活跃，此时天麻会加厚新生麻的细胞壁木栓层来防御，这样新生麻虽被蜜环菌的菌索包围，但仍不会腐烂。但是，如果自然环境恶劣，天麻的新生麻仍会被蜜环菌侵蚀，发生腐烂。新生麻长出以後，母天麻的组织就逐渐衰老，失去消化菌丝的能力，这时蜜环菌就会将母天麻当作营养来源，母天麻随後会渐渐腐烂，新生麻就会脱离母体，继续利用侵入表皮的蜜环菌菌丝摄取营养以生长。
新生麻一般分为箭麻和白头麻两种。箭麻顶端有红色芽嘴，可以采收加工，若不采收，则可用於有性繁殖，收获种子；白头麻简称白麻，芽嘴小且为白色，小如米粒者称为米麻，均不能用於有性繁殖，而是用来作为翌年的麻种，用於分生出更多的箭麻和白头麻。
天麻种子的萌发也需要真菌，主要依靠小菇属（Mycena）的几种共生真菌帮助萌发，包括紫萁小菇（Mycena osmundicola）、兰小菇（Mycena orchidicola）、开唇兰小菇（Mycena anoectochila）、石斛小菇（Mycena dendrobii）等。

## 保护
天麻已被世界自然保护联盟（IUCN）评为易危物种，并被列入《濒危野生动植物物种国际贸易公约》（CITES）的附录Ⅱ中，同时也被列入中国《国家重点保护野生植物名录（第二批）》中，为Ⅱ级保护植物。

## 栽培
天麻需要与真菌蜜环菌共生在腐烂的木头上 ，依赖真菌菌丝入侵根系吸取营养。因此就需要选好生长蜜环菌的木材，而木质坚硬的粗木是较为适合的，可选择水青冈、栎树、桦树、桤木、栗树等树种。选择好树种後，将木材截成大段，每隔十多厘米砍出一小口，整体呈鱼鳞状排列。接种蜜环菌後，将段木排成两层於坑中，层间填充腐殖土，保持适当温度和湿度，经2－4个月後即可长出蜜环菌，然後清除腐烂的蜜环菌，保留生长良好的蜜环菌，播种时将麻种栽於两层菌材间，重新填好土即可。若用种子或蒴果进行有性繁殖，也可采用上述的方法，只需在播种时，於两层菌材间多放一些树叶和腐殖土等覆盖物即可。天麻从10月中旬至翌年4月处於休眠期，因此采收应在此时段内进行，而播种的时间应选在10月中旬左右。

## 药用
天麻为珍贵药材，中国诸多药典中均有记载，《本草纲目》记载，“天麻，乃肝经气分之药”。药用天麻为植物天麻的干燥块茎，为长椭圆或长条形，多皱褶，气特异，味甘，微辛，主要分布在四川、云南等地。天麻性味甘、辛、平、无毒，归肝经，能息风止痉、平肝阳、祛风通络，有治疗惊厥、抽搐拘挛、眩晕、头痛、半身不遂、肢体麻木、风湿痹痛等功效，可3－10克煎汤内服，或入丸、散、研末吞服，每次1－1.5克，不过气血虚证严重者需慎用。
天麻中含有天麻苷等有药效的成分，现代医学认为其有抗惊厥、健脑、延缓衰老、镇静、安眠、抗炎、提高免疫力、降血压等药理保健作用。

### 采收加工
天麻可根据采收季节分为冬麻和春麻，冬麻即为在冬季采收的天麻，一般来说冬麻质佳。成品中药天麻是由箭麻经过洗净、去皮、水煮、烘干後得到的，需洗去箭麻表面污物，削去鳞片和粗皮後，投入沸水烹煮10－20分钟，至天麻完全呈半透明状时停止，最後将天麻小火烘干至含少量水，压平，即得成品天麻。

### 药材性状
天麻为椭圆体，颜色为灰色或棕色，长度为3－15厘米，宽1.5－6厘米，表面有环纹，且具有三角形的鳞片，习称为“蟾酥皮”。而天麻药材中冬麻的顶端有红棕色或深棕色的干枯芽苞，习称“鹦哥嘴”或“红小辫”；春麻的顶端有空心的茎基，俗称“芦根蒂”。药材的底部有脐性的疤痕，俗称为“凹肚脐”。断面为角质，灰白色。气微，味甘。
天麻药材以质地坚实沉重，有“鹦哥嘴”，断面实心，明亮的冬麻为佳品，而质地松软，有残留的茎基，断面空心，色暗的春麻为次品。

### 副作用
天麻雖為上品良藥，但因具有神经毒性與肾毒性，一次服用40克以上，就可能導致中毒，嚴重過量時甚至會導致死亡，務必注意用量。

### 伪品
由於天麻已经成为易危物种，野生资源日渐减少，一些销售者会以紫茉莉、大丽菊、蕉芋、华蟹甲（羊角天麻）、双花华蟹甲、马铃薯、商陆等植物的块根或块茎来冒充天麻，因此需注意鉴别。真品天麻根状茎底端有从母体脱落留下的圆形痕，顶端有红棕色的干枯芽苞或残茎基，切片後呈半透明状，有光泽。

## 化学特性
4-羟基苯甲醛和天麻甙（天麻素）被发现存在於天麻裡。

## 延伸阅读
[在维基数据编辑]
 《欽定古今圖書集成·博物彙編·草木典·赤箭部》，出自陈梦雷《古今圖書集成》
 《植物名實圖考·赤箭》，出自吳其濬《植物名實圖考》